# 小城市立岩松小学校
小城市立岩松小学校（おぎしりつ いわまつしょうがっこう）は佐賀県小城市小城町岩藏にある市立小学校。

## 概要
歴史
1885年（明治18年）創立。数回の改組・改称を経て、現校名になったのは2005年（平成17年）。2019年（令和元年）には創立145周年を迎えた。
校章
桜の花弁の絵を背景にして、中央に「岩」の文字を置いている。
校歌
1961年（昭和36年）に制定。作詞は田中艸太郎、作曲は富永定による。歌詞は3番まであり、2番の歌詞中に校名の「岩松」が登場する。
通学区域
住所表記で「小城市小城町」の後に「清水、原田、焼山、北浦、吉田、横町、三間寺、住吉町、松尾、須ノ木、永泉寺、二瀬川、大日、江里口、大塚、馬場、松本、江里山、石体、雇用促進小城宿舎、県営住宅、城栄町」が続く地域。
中学校区は小城市立小城中学校。

## 沿革
前史
- 1875年（明治8年）4月 - 松尾村に「岳の下小学校」が創立。
- 1877年（明治10年）4月 - 岩蔵村に「岩蔵小学校」が創立。

本史
- 1885年（明治18年）6月 - 上記の2校が統合され、「天山小学校」が開校。
- 1886年（明治19年）4月 - 小学校令の施行により、尋常科（4年制）を設置の上、「尋常天山小学校」に改称。
- 1889年（明治22年）4月1日 - 町村制の施行により、岩松村が発足。
  - 村名は岩蔵村の「岩」と、松尾村の「松」を組み合わせたもの。
- 1891年（明治24年）- 岩松村立の学校となる。
- 1892年（明治25年）4月 - 小学校令の改正により、「天山尋常小学校」に改称。
- 1901年（明治34年）1月 - 「岩松尋常小学校」と改称。
- 1908年（明治41年）4月 - 小学校令の改正により、尋常科5年と6年を新設。義務教育年限（尋常科の修業年限）が4年から6年に延長される。
- 1923年（大正2年）4月1日 - 高等科（2年制）を併設し、「岩松尋常高等小学校」に改称。
- 1939年（昭和4年）5月 - 木造校舎1棟が寄贈により完成。
- 1932年（昭和7年）4月 - 岩松村・晴田村・三里村三村が小城町に統合され、小城町立の小学校となる。
- 1933年（昭和8年）4月1日 - 小城町内の高等科集約により、高等科を廃し「岩松尋常小学校」（6年制）となる[2]。
- 1941年（昭和16年）4月1日 - 国民学校令の施行により、「小城町岩松国民学校」（6年制）と改称。尋常科を初等科に改める。
- 1947年（昭和22年）4月1日 - 学制改革により、「小城町立岩松小学校」と改称。
- 1953年（昭和28年）5月 - 南校舎が完成。
- 1958年（昭和33年）5月 - 北校舎が完成。
- 1959年（昭和34年）9月 - 完全給食を実施。
- 1960年（昭和35年）4月 - 音楽室と理科室が完成。
- 1961年（昭和36年）4月 - 校歌を制定。
- 1963年（昭和38年）4月1日 - 特殊学級を開設。
- 1964年（昭和39年）7月 - プールが完成。
- 1970年（昭和45年）8月 - 運動場北側の石垣が完成。
- 1971年（昭和46年）3月 - 科学館が完成。
- 1981年（昭和56年）12月 - 陶芸窯を設置。
- 1985年（昭和60年）3月 - 創立100周年記念式典を挙行。
- 1989年（平成元年）4月 - プレハブ校舎に移転。
- 1990年（平成2年）
  - 4月 - 鉄筋コンクリート造校舎と屋内運動場（体育館）が完成。
  - 9月 - 総合体育館施設（わんぱく広場）が完成。
- 1998年（平成10年）9月 - パソコン室が完成。
- 1999年（平成11年）10月 - 情報教育アドバイザー、スクールアドバイザーが配置される。
- 2005年（平成17年）3月1日 - 市町合併により、「小城市立岩松小学校」（現校名）に改称。
- 2006年（平成18年）10月 - 韓国馬山市小学校より訪問を受ける。
- 2007年（平成19年）10月 - 韓国馬山市石田初等学校を訪問。
- 2010年（平成22年）
  - 7月 - ICT支援員が配置される。
  - 8月 - 土曜講座（岩松寺子屋）を開校。
- 2011年（平成23年）
  - 10月 - 気仙沼市立気仙沼小学校へ花苗を贈呈。
  - 12月	- 観察池が完成。
- 2012年（平成24年）6月 - プール改修工事を完了。

## 交通
最寄りの鉄道駅
- JR九州 唐津線「小城駅」

最寄りのバス停留所
- 昭和バス 「上町（小城）」バス停

最寄りの幹線道路
- 佐賀県道290号杉山小城線 「岩松小学校前」交差点

## 周辺
- 小城市学校給食センター
- いわまつ保育園
- 祇園川